# جامعة ياروسلاف مودري الوطنية للقانون
الجامعة الوطنية للقانون مؤسسة تعليم عالي أوكرانية، (بالأوكرانية: Національний юридичний університет імені Ярослава Мудрого) هي جامعة تقع في خاركيف أوبلاست، أوكرانيا. تأسست هذه الجامعة في سنة 1804